# Journée de l'Europe (Union européenne)
Ne doit pas être confondu avec Journée de l'Europe (Conseil de l'Europe).
La Journée de l'Europe est une journée internationale célébrée le 9 mai dans les États membres de l'Union européenne pour commémorer la Déclaration Schuman du 9 mai 1950 ; ce discours, prononcé avant la naissance de la Communauté économique européenne, est considéré comme le texte fondateur de l'Union. La Journée de l'Europe a été instituée en 1985 par le Conseil européen lors de sa réunion à Milan.
Elle symbolise aussi la paix entre la France et l'Allemagne[réf. nécessaire], qui toutes deux décidèrent de coordonner l'ensemble de leur production de charbon et d'acier sous l'égide d'une Haute Autorité, dans une organisation ouverte à la participation des autres pays d'Europe.
Elle ne doit pas être confondue avec la Journée de l'Europe instituée par le Conseil de l'Europe en 1964 et célébrée chaque année le 5 mai.

## Nom de la Journée de l'Europe dans les différentes langues officielles de l'Union européenne
| Langue officielle | Traduction                  |
| ----------------- | --------------------------- |
| allemand          | Europatag                   |
| anglais           | Europe Day                  |
| bulgare           | Денят на Европа             |
| croate            | Dan Europe                  |
| danois            | Europadagen                 |
| espagnol          | Día de Europa               |
| estonien          | Euroopa päev                |
| finnois           | Eurooppa-päivä              |
| français          | Journée de l'Europe         |
| grec              | Ημέρα της Ευρώπης           |
| hongrois          | Európa-nap                  |
| irlandais         | Lá na hEorpa                |
| italien           | Festa dell'Europa           |
| letton            | Eiropas diena               |
| lituanien         | Europos diena               |
| luxembourgeois    | Europadag                   |
| maltais           | Jum l-Ewropa                |
| néerlandais       | Dag van Europa ou Europadag |
| polonais          | Dzień Europy                |
| portugais         | Dia da Europa               |
| roumain           | Ziua Europei                |
| slovène           | Dan Evrope                  |
| slovaque          | Deň Európy                  |
| suédois           | Europadagen                 |
| tchèque           | Den Evropy                  |

## Évènements lors de la Journée de l'Europe dans les pays européens
En France, des fêtes et activités sont organisées à l'initiative de villes,, ou d’associations comme le Mouvement européen-France (ME-F). Au Luxembourg, la date du 9 mai est devenue un jour férié en 2019.

## Compléments